# Conotrachelus miser
Conotrachelus miser – gatunek chrząszcza z rodziny ryjkowcowatych.

## Zasięg występowania
Ameryka Południowa, występuje w Brazylii oraz Gujanie.

## Budowa ciała
Ciało nieco wydłużone. Przednia krawędź pokryw nieznacznie szersza od przedplecza, boczne krawędzie zwężają się w kształcie litery "V", zaś tylna jest równo ścięta. Na ich powierzchni podłużne garbki. Przedplecze prawie okrągłe w zarysie.